# Campionati del mondo di atletica leggera indoor 2024 - 1500 metri piani maschili
La gara dei 1500 metri piani maschili dei campionati del mondo di atletica leggera indoor 2024 si è svolta l'1 e il 3 marzo.

## Podio
| Pos.    | Atleta          | Nazionalità   | Tempo   |
| ------- | --------------- | ------------- | ------- |
| Oro     | Geordie Beamish | Nuova Zelanda | 3'36"54 |
| Argento | Cole Hocker     | Stati Uniti   | 3'36"69 |
| Bronzo  | Hobbs Kessler   | Stati Uniti   | 3'36"72 |

## Situazione pre-gara

### Record
Prima di questa competizione, il record del mondo e il record dei campionati erano i seguenti.
| Record                | Prestazione | Atleta                      | Data e luogo                     | Competizione                          |
| --------------------- | ----------- | --------------------------- | -------------------------------- | ------------------------------------- |
| Record mondiale       | 3'30"60     | Jakob Ingebrigtsen Norvegia | 17 febbraio 2022 Liévin, Francia | Meeting Hauts-de-France Pas-de-Calais |
| Record dei campionati | 3'32"77     | Samuel Tefera Etiopia       | 20 marzo 2022 Belgrado, Serbia   | Campionati del mondo indoor 2022      |

### Campioni in carica
I campioni in carica a livello mondiale erano:
| Campione        | Atleta                   | Prestazione | Data e luogo                      | Competizione                     |
| --------------- | ------------------------ | ----------- | --------------------------------- | -------------------------------- |
| Olimpico        | Jakob Ingebrigtsen Kenya | 33'28"32(o) | 7 agosto 2021 Tokyo, Giappone     | Giochi della XXXII Olimpiade     |
| Mondiale        | Josh Kerr Gran Bretagna  | 3'39"38(o)  | 23 agosto 2023 Budapest, Ungheria | Campionati del mondo 2023        |
| Mondiale indoor | Samuel Tefera Etiopia    | 3'32"77     | 20 marzo 2022 Belgrado, Serbia    | Campionati del mondo indoor 2022 |

### La stagione
Prima di questa gara, gli atleti con le migliori tre prestazioni dell'anno erano:
| Pos. | Atleta                   | Prestazione | Data e luogo                           |
| ---- | ------------------------ | ----------- | -------------------------------------- |
| 1    | Cameron Myers Australia  | 3'33"30(o)  | 22 febbraio 2024 Sydney, Australia     |
| 2    | Yared Nuguse Stati Uniti | 3'33"43     | 11 febbraio 2024 New York, Stati Uniti |
| 3    | Jesse Hunt Australia     | 3'33"64(o)  | 22 febbraio 2024 Sydney, Australia     |

## Risultati

### Batterie di qualificazione
Le batterie di qualificazione si sono tenute il 1º marzo a partire dalle ore 20:10.
Passano alla finale i primi tre atleti di ogni batteria (Q).

#### Batteria 1
| Pos. | Atleta                   | Nazionalità   | Tempo   | Note                                     |
| ---- | ------------------------ | ------------- | ------- | ---------------------------------------- |
| 1    | Cole Hocker              | Stati Uniti   | 3'39"32 | Q                                        |
| 2    | Samuel Pihlström         | Svezia        | 3'39"63 | Q                                        |
| 3    | Samuel Tefera            | Etiopia       | 3'39"66 | Q                                        |
| 4    | Kristian Uldbjerg Hansen | Danimarca     | 3'39"81 |                                          |
| 5    | Yervand Mkrtchyan        | Armenia       | 3'42"45 |                                          |
| 6    | Adam Fogg                | Gran Bretagna | 3'48"47 | qR                                       |
| 7    | Andrew Boniphace Rhobi   | Tanzania      | 3'51"44 | Miglior prestazione personale            |
| 8    | Alex Macuácua            | Mozambico     | 3'57"13 | Miglior prestazione personale stagionale |

#### Batteria 2
| Pos. | Atleta                   | Nazionalità    | Tempo   | Note             |
| ---- | ------------------------ | -------------- | ------- | ---------------- |
| 1    | Narve Gilje Nordås       | Norvegia       | 3'42"09 | Q                |
| 2    | Adel Mechaal             | Spagna         | 3'42"85 | Q                |
| 3    | Ryan Mphahlele           | Sudafrica      | 3'42"97 | Q                |
| 4    | Filip Sasínek            | Rep. Ceca      | 3'43"82 |                  |
| 5    | Hicham Akankam           | Marocco        | 3'44"30 |                  |
| 6    | Nursultan Keneshbekov    | Kirghizistan   | 3'47"86 |                  |
| 7    | Fayez Abdullah Al Subaie | Arabia Saudita | 3'48"73 | Record nazionale |

#### Batteria 3
| Pos. | Atleta          | Nazionalità | Tempo   | Note                                     |
| ---- | --------------- | ----------- | ------- | ---------------------------------------- |
| 1    | Isaac Nader     | Portogallo  | 3'45"50 | Q                                        |
| 2    | Kieran Lumb     | Canada      | 3'45"66 | Q                                        |
| 3    | Mario García    | Spagna      | 3'46"48 | Q                                        |
| 4    | Tshepo Tshite   | Sudafrica   | 3'46"70 |                                          |
| 5    | Rob Napolitano  | Porto Rico  | 3'48"92 |                                          |
| 6    | Biniam Mehary   | Etiopia     | 3'55"81 | qR                                       |
| 7    | Eduardo Herrera | Messico     | 4'02"94 | Miglior prestazione personale stagionale |

#### Batteria 4
| Pos. | Atleta                      | Nazionalità   | Tempo   | Note                                     |
| ---- | --------------------------- | ------------- | ------- | ---------------------------------------- |
| 1    | Vincent Kibet Keter         | Kenya         | 3'38"96 | Q                                        |
| 2    | Hobbs Kessler               | Stati Uniti   | 3'39"07 | Q                                        |
| 3    | Geordie Beamish             | Nuova Zelanda | 3'38"17 | Q                                        |
| 4    | Elzan Bibić                 | Serbia        | 3'39"98 | Miglior prestazione personale stagionale |
| 5    | Charles Philibert-Thiboutot | Canada        | 3'40"18 |                                          |
| 6    | Thomas Vanoppen             | Belgio        | 3'50"70 |                                          |
| -    | Callum Elson                | Gran Bretagna | dnf     |                                          |

### Finale
La finale si è tenuta il 3 marzo alle ore 21:30.
| Pos.    | Atleta              | Nazionalità   | Tempo   | Note                          |
| ------- | ------------------- | ------------- | ------- | ----------------------------- |
| Oro     | Geordie Beamish     | Nuova Zelanda | 3'36"54 | Miglior prestazione personale |
| Argento | Cole Hocker         | Stati Uniti   | 3'36"69 | Miglior prestazione personale |
| Bronzo  | Hobbs Kessler       | Stati Uniti   | 3'36"72 |                               |
| 4       | Isaac Nader         | Portogallo    | 3'36"97 |                               |
| 5       | Narve Gilje Nordås  | Norvegia      | 3'37"03 | Miglior prestazione personale |
| 6       | Adel Mechaal        | Spagna        | 3'37"76 |                               |
| 7       | Samuel Tefera       | Etiopia       | 3'38"10 |                               |
| 8       | Samuel Pihlström    | Svezia        | 3'38"35 |                               |
| 9       | Biniam Mehary       | Etiopia       | 3'40"00 |                               |
| 10      | Vincent Kibet Keter | Kenya         | 3'40"04 |                               |
| 11      | Mario García        | Spagna        | 3'40"48 |                               |
| 12      | Ryan Mphahlele      | Sudafrica     | 3'41"08 |                               |
| 13      | Kieran Lumb         | Canada        | 3'41"37 |                               |
| 14      | Adam Fogg           | Gran Bretagna | 3'43"81 |                               |